# Jean-Luc Pinel
Pour les articles homonymes, voir Pinel.
 Jean-Luc Pinel, né le 26 juin 1947 à Saint-Malo (Ille-et-Vilaine) et mort le 19 février 2024 à Saint-Raphaël, est un skieur alpin français.

## Biographie
En mars 1968, Jean-Luc Pinel obtient son premier top-10 en Coupe du monde, en prenant la 8e place du slalom géant de Méribel.
En 1970, il obtient 4 top-10 en coupe du monde de descente, dont une 4e place à Jackson Hole ( États-Unis), qui constitue son meilleur résultat en coupe du monde. A la fin de la saison, il prend la 10e place du classement de la coupe du monde de descente.
En février 1970, il dispute les championnats du monde à Val Gardena ( Italie). Il y réalise la meilleure performance française dans la descente en prenant la 8e place.
En mars de la même année, Jean-Luc Pinel est sacré Champion de France de descente à Serre Chevalier, où il détient toujours le record de vitesse, à plus de 110 km/h sur le mur de Saint-Chaffrey.  

## Palmarès

### Championnats du monde
| Épreuve / Édition         | Descente |
| Mondiaux 1970 Val Gardena | 8e       |

### Coupe du monde
- Meilleur classement général : 29e en  1970.
- Meilleur classement de descente : 10e en 1970

- 5 top-10 en descente

#### Classements
| Saison / Épreuve | Saison / Épreuve | Général | Général | Descente | Descente | Slalom géant | Slalom géant | Slalom | Slalom |
| ---------------- | ---------------- | ------- | ------- | -------- | -------- | ------------ | ------------ | ------ | ------ |
| Saison / Épreuve | Saison / Épreuve | Class.  | Points  | Class.   | Points   | Class.       | Points       | Class. | Points |
| 1968             | 1968             | 51e     | 3       | -        | -        | 27e          | 3            | -      | -      |
| 1970             | 1970             | 29e     | 20      | -        | -        | 10e          | 20           | -      | -      |

### Championnats de France

#### Élite
| Édition / Epreuve                 | Descente |
| --------------------------------- | -------- |
| Championnats 1970 Serre-Chevalier | Or       |

## Articles annexes
- Meilleures performances françaises en Coupe du monde de ski alpin
- Meilleures performances françaises aux Championnats du monde de ski alpin